# Johann Wilhelm von Fürth

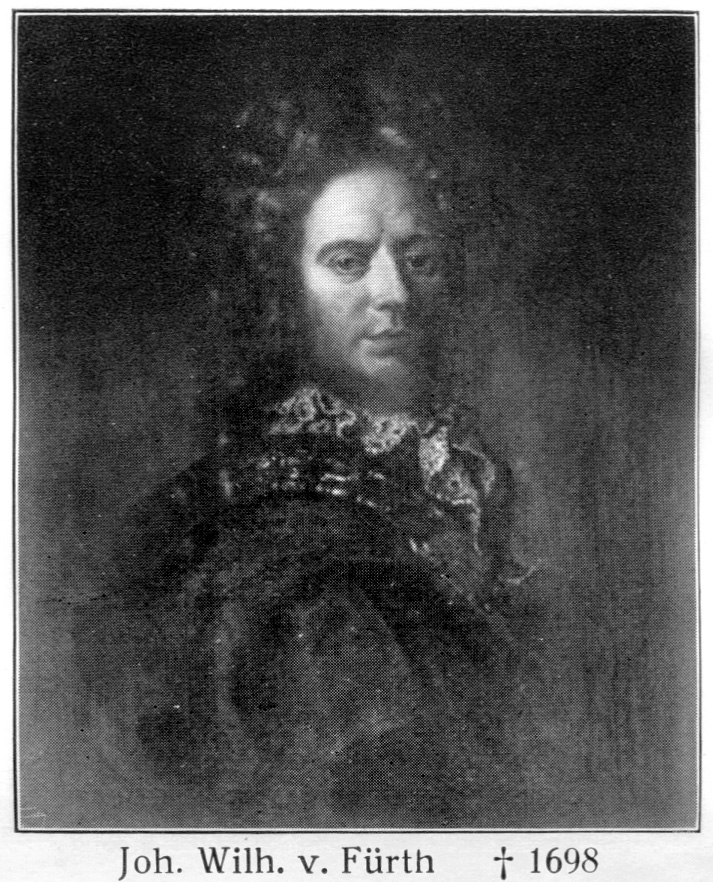
Johann Wilhelm von Fürth

Johann Wilhelm von Fürth (* 20. September 1648 in Aachen; † 3. September 1698 ebenda) war Schöffe und Bürgermeister der Reichsstadt Aachen.

## Leben und Wirken

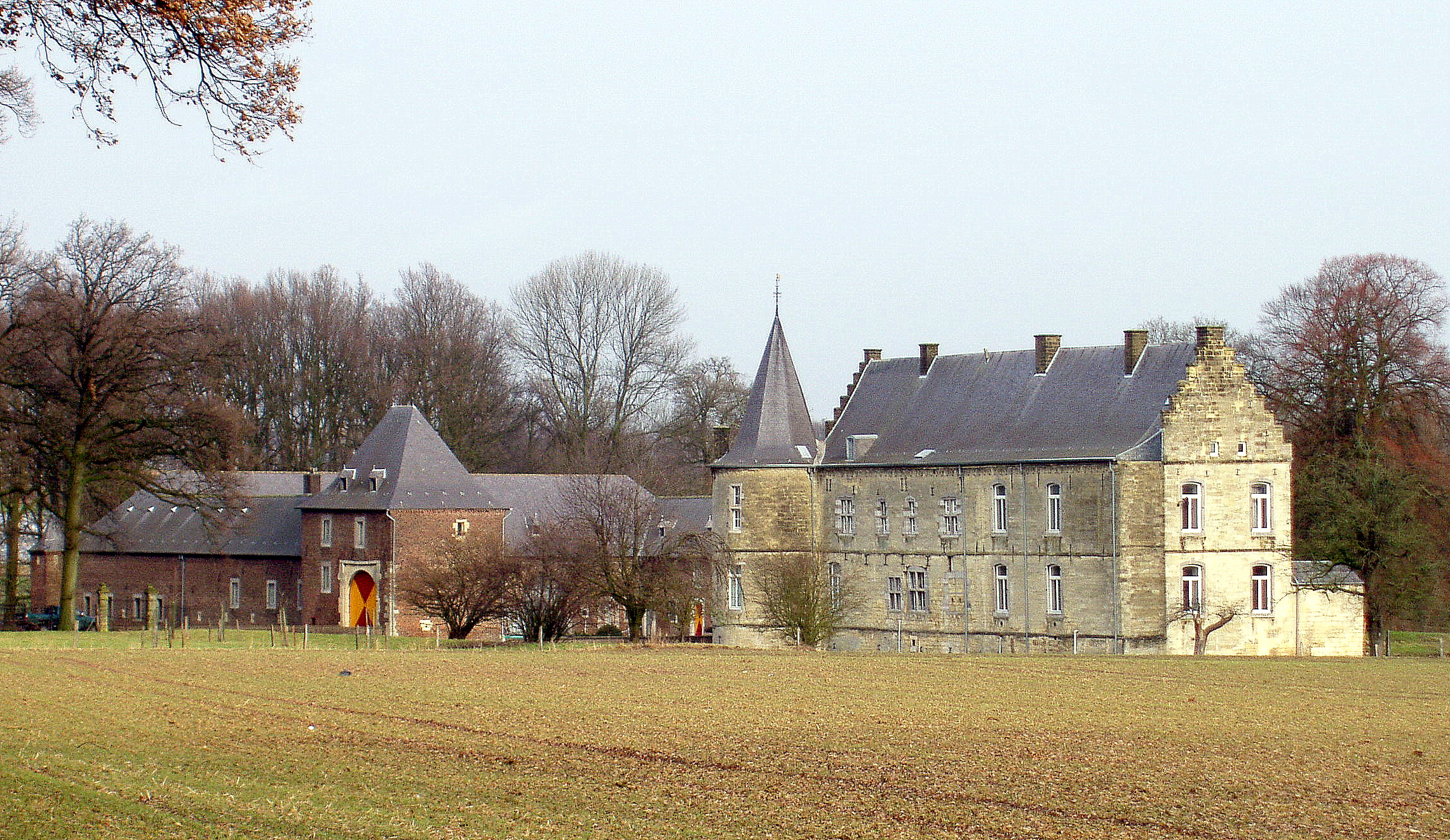
Kasteel Rivieren

Johann Wilhelm von Fürth war der Sohn des Burggrafen von Heimbach Peter von Fürth und der Sophia Katharina von Heisteren. Er studierte an der Universität Pont-à-Mousson und unternahm Studienreisen nach Wien. Nach seiner Rückkehr nach Aachen trat er 1671 in die Sternzunft ein, der Standesvertretung der Aachener Schöffen, und wurde ein Jahr später als Schöffe vereidigt. Im Jahr 1680 folgte seine einmalige Amtszeit als Bürgermeister der Stadt Aachen, die er zusammen mit Nikolaus Schörer, dem „Bürgerbürgermeister“ aus den Reihen der Zünfte, absolvierte. In diesem Zeitraum war von Fürth schwerpunktmäßig mit der Reform des Aachener Gaffelbriefs betraut, die jedoch keine nennenswerten Veränderungen gegenüber früheren Versionen brachte.
Noch während seiner Amtszeit wurde von Fürth vom Rat zum weltlichen Schöffen an das Aachener Sendgericht bestellt. Nach seiner Zeit als Bürgermeister wurde er zwischen 1685 und 1698 zehnmal in den „Großen Rat“ der Stadt Aachen gewählt, der unter anderem für das Allgemeinwesen zuständig war, über Leben und Tod richtete und die neuen Ratsmitglieder wählte. Darüber hinaus trat er bereits 1680 der Sakramentsbruderschaft von St. Foillan bei und übernahm sowohl dort als auch bei der Genossenschaft der Alexianer das Ehrenamt eines Provisors. Zudem wählte ihn 1684 die Sternzunft zu ihrem Greve.
Johann Wilhelm von Fürth war seit 1669 zunächst mit Adelheid von Stückger († 1687), Witwe des Aachener Vogtmeiers Johann Goswin von Nickel und Erbin von Schloss Lemiers verheiratet, wodurch das Schloss der Familie von Fürth übertragen wurde, in deren Besitz es bis 1807 blieb. Ferner kam von Fürth durch den Nachlass des verstorbenen ersten Ehemannes seiner Frau an den Gutshof St. Adalbert in Vaals mit den damit verbundenen herrschaftlichen Rechten sowie an mehrere Immobilien und Ländereien innerhalb der Stadt Aachen. Nach dem Tod seiner ersten Frau im Jahr 1687 heiratete von Fürth 1688 Clara Maria Heufft (1651–1691), die jedoch bereits vier Jahre später verstarb. Schließlich vermählte er sich 1693 mit Maria Katharina von Mumm († 1715), die ihm den Sohn Franz von Fürth gebar, der dem Vater in den Schöffenstuhl folgte und mehrfach das Amt des Bürgermeisters bekleidete sowie im Jahr 1773 mit der Benennung „Freiherr von Brewer, genannt von Fürth“ in den erblichen Reichsfreiherrenstand erhoben wurde. 
Johann Wilhelm von Fürth starb am 3. September 1698 und seine dritte Frau am 10. September 1715. Ein Bildnis des Johann Wilhelm von Fürth und seiner beiden letzten Ehefrauen sowie eine Totentafel von ihm und seiner dritten Frau befinden sich im Besitz der Nachkommen der Familie von Fürth auf Kasteel Rivieren in Klimmen in der Gemeinde Voerendaal bei Heerlen, das sein Sohn Franz durch dessen Heirat mit Anna Maria Schrick (1693–1759) von der Familie Schrick geerbt hatte und bis 1910 im Familienbesitz blieb.